# Korytarz w Kuli
Korytarz w Kuli – jaskinia w skale Kula w Dolinie Kobylańskiej na Wyżynie Olkuskiej (część Wyżyny Krakowsko-Częstochowskiej). Skała ta znajduje się w orograficznie prawych zboczach doliny, przy jej wylocie. Pod względem administracyjnym należy do wsi Kobylany, w gminie Zabierzów, w powiecie krakowskim, w województwie małopolskim.
Główny otwór znajduje się na wysokości 6 m nad ziemią na zachodniej ścianie Kuli, w pionowej rysie. Dostać się do niego można tylko trudną wspinaczką (4+ w skali polskiej) lub zjazdem na linie. Za otworem jest wąski korytarz. Od początkowej jego części biegnie w górę ciasna rura wyprowadzająca do drugiego otworu 5 m wyżej. Główny ciąg korytarza prowadzi do niedużej salki. Zarówno korytarz, jak rura i salka znajdują się w jednej szczelinie.
Jaskinia powstała w wyniku procesów krasowych w wapieniach skalistych pochodzących z jury późnej. Na jej ścianach znajdują się nacieki grzybkowe i mleko wapienne. Spąg przykryty glebą.
Po raz pierwszy przez rurę łącząca korytarz z górnym otworem przeszedł J. Nowak 13 grudnia 2003 r. On też opracował plan jaskini. Pomiary wykonali J. Nowak i M. Szot 13 grudnia 2003 roku.

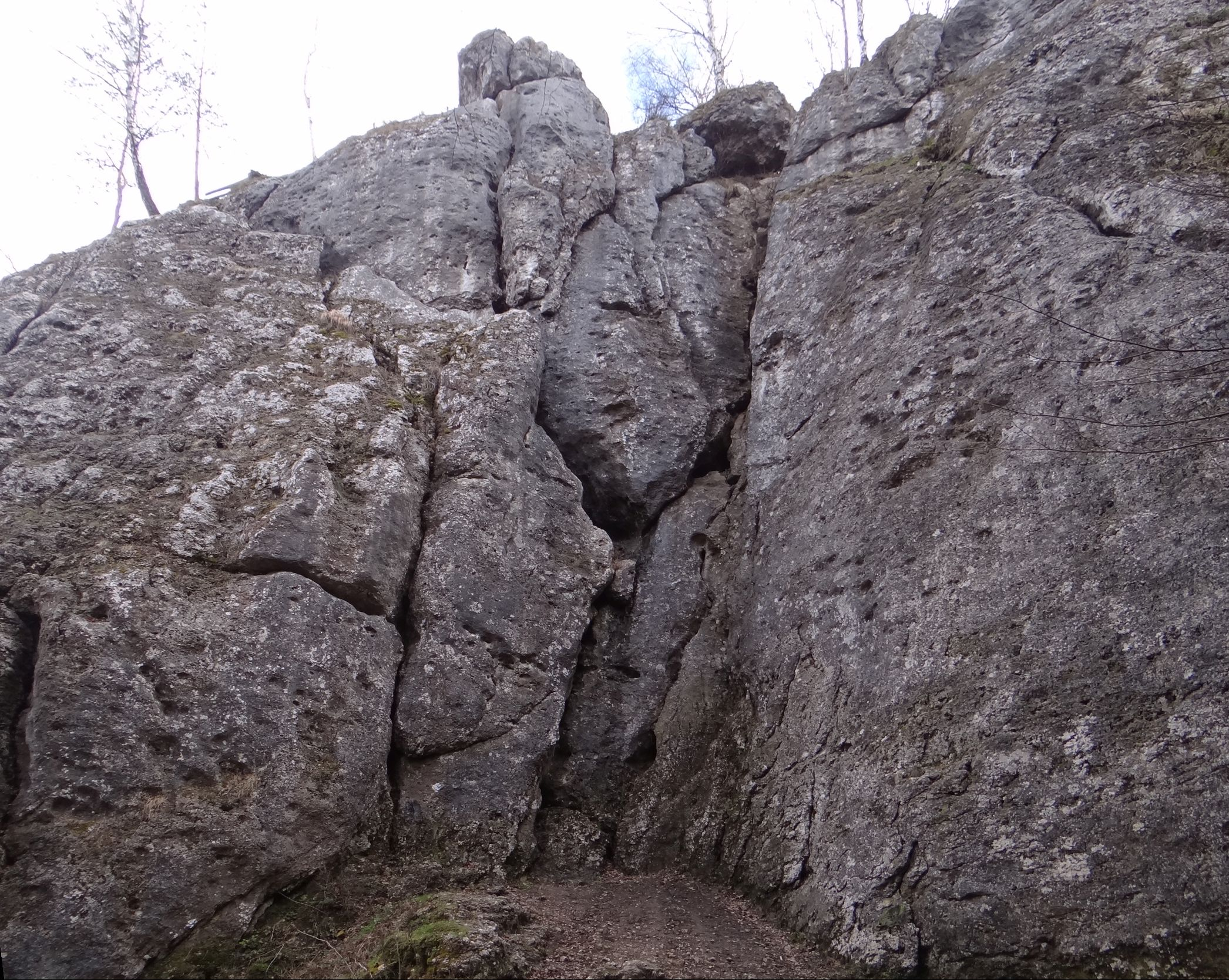
Otwór w pionowej szczelinie

W Kuli znajdują się trzy obiekty jaskiniowe: Korytarz w Kuli, Schron w Kuli i Szczelina pod Kulą.